# Metapenaeopsis liui
Metapenaeopsis liui is een tienpotigensoort uit de familie van de Penaeidae. De wetenschappelijke naam van de soort is voor het eerst geldig gepubliceerd in 1987 door Crosnier.